# Nicola Matteis

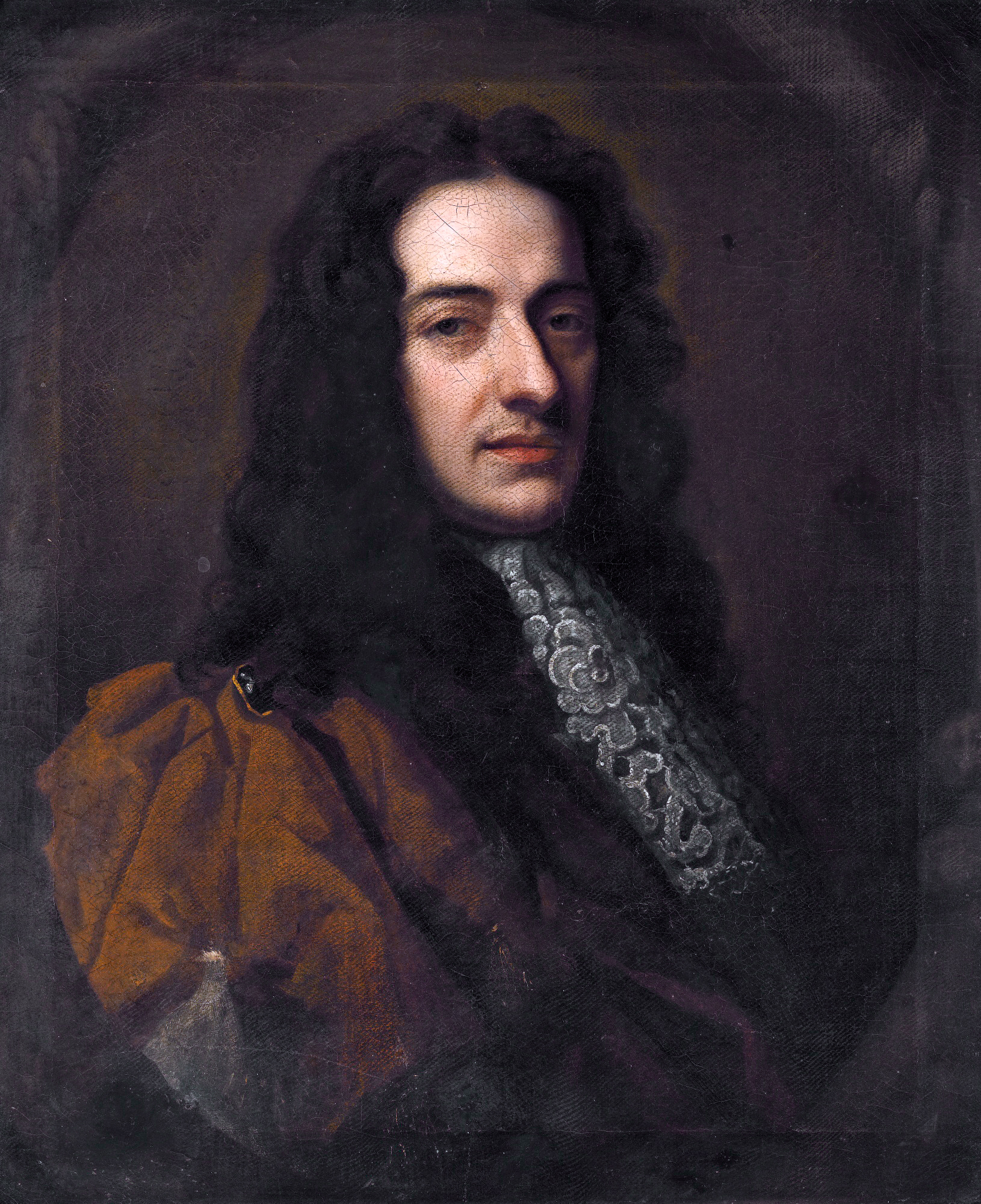
Nicola Matteis (Godfrey Kneller, 1682)

Nicola Matteis der Ältere „Neapolitano“ (* um 1650 in Neapel [?]; † vor 1703 oder nach 1713 in Colkirk in der Grafschaft Norfolk) war ein italienischer Violinist, Gitarrist und Komponist des Barock, der in England gewirkt hat.

## Leben
Über die Jugend von Nicola Matteis ist bisher nichts bekannt. Bevor Matteis nach England kam, soll er laut Aussage des Musikbiografen Roger North (1653–1734) zu Fuß mit der Geige im Rucksack durch Deutschland gereist sein. Matteis wirkte spätestens ab 1672 bis zu seinem Lebensende als Künstler und Lehrer in London, zumeist in den Kreisen des gehobenen Bürgertums und des niederen Adels. Matteis veröffentlichte im Eigenverlag insgesamt 4 Bände Ayrs for the Violin mit Suiten für Violine und Generalbass. Die ersten beiden Bände erschienen 1676, zwei weitere 1685, diesen wurde 1687 eine zweite Diskantstimme hinzugefügt. Einige weitere Werke sind als Manuskripte erhalten. In den Suiten setzt Matteis gerne die in England beliebte Form repetition by division sowie wirkungsvolle Doppelgriffe und eine reiche Harmonik ein.
Der Architekt John Evelyn notierte nach einem Privatkonzert am 19. November 1674 über Mattheis’ Geigenspiel in sein Tagebuch: „Ich hörte den Geiger Signor Nicholao, den sicher kein Sterblicher auf diesem Instrument übertreffen kann. Er hatte einen so süßen Strich und ließ die Geige sprechen wie eine menschliche Stimme … Er wirkte Wunder auf einer Note, ist auch ein ausgezeichneter Komponist … Nichts kam der Violine in Nicholas’ Hand gleich.“
Im Vorwort der gedruckten Werke gibt Matteis Spielanweisungen und Hinweise auf seine Haltung der Violine.

## Werk
Neben den vier Sammlungen Ayrs for the Violin, die bei Carlo Maria Scandolo ab 1676 in London gedruckt wurden, gab Matteis 1680 eine Generalbassschule für Gitarre heraus, False consonance della musica per toccar la chitarra sopra all partie in breve …., die 1980 als Faksimileausgabe erschien. Außerdem eine Liedsammlung A Collection of New Songs.

## Diskografie (Auswahl)
Neben zahlreichen Sammeleinspielungen mit Werken anderer Komponisten enthalten die nachfolgenden ausschließlich Werke von Matteis:
- The Arcadian Academy, Nicholas McGegan – Ayres for the Violin. Suites and Sonatas Vol. I und Vol. II (Harmonia Mundi, 1993/1994)
- Chatham Baroque – The Scotch Humour. Music of Nicola Matteis (Ayres for the Violin) (Dorian, 1998)
- Gli Incogniti, Amandine Beyer – Matteis – False Consonances of Melancholy. Ayres for the Violin (Zig-Zag, 2009)
- Hélène Schmitt – Nicola Matteis - Ayrs for the Violin (Alpha, 2009)

## Seine Söhne
Nicola Matteis der Jüngere (* nach 1670 in England; † 23. Oktober 1737 in Wien) war ebenfalls Violinist und Komponist.
Der Sohn des „Neapolitano“ erhielt Violinunterricht durch seinen Vater und wirkte ab 1700 unter Johann Joseph Fux in der Wiener Hofmusikkapelle, ab 1712 war er Direttore della musica instrumentale und von 1714 bis 1737 Komponist der höfischen Ballettmusiken, die zumeist am Ende eines Aktes, in Opern von Conti, Ziani, Caldara, Bononcini, Fux und anderen eingesetzt wurden. Eine erhaltene Violinsonate ist dem Stil des Vaters nachempfunden.
John-Nicola Matteis (getauft 27. Dezember 1694), ebenfalls Violinist.